# خانه یزدانشهر
خانه یزدانشهر مربوط به دوره قاجار است و در شهرستان زرند یزدان‌شهر، خیابان ولی عصر، میدان انقلاب، ۱۰۰ متر به سمت شمال میدان، انتهای بن‌بست اول، سمت چپ واقع شده و این اثر در تاریخ ۱۸ آذر ۱۳۸۷ با شمارهٔ ثبت ۲۳۹۰۸ به‌عنوان یکی از آثار ملی ایران به ثبت رسیده است.